# Marin Šverko
Marin Šverko (* 4. Februar 1998 in Pforzheim) ist ein kroatisch-deutscher Fußballspieler.

## Karriere

### Verein
Šverko, dessen kroatische Eltern 1990 im Vorfeld der Jugoslawienkriege nach Deutschland gekommen waren, durchlief die B-Jugend und die A-Jugend des Karlsruher SC, für den er regelmäßig in der A-Junioren-Bundesliga spielte. Am 27. November 2016, dem 14. Spieltag der 2. Fußball-Bundesliga 2016/17, debütierte er in der ersten Mannschaft des KSC beim 0:0 im Spiel gegen den 1. FC Kaiserslautern.
Am 17. Januar 2017 wechselte Šverko zum 1. FSV Mainz 05. Sein Profivertrag lief bis 2021. Am 25. Februar 2017 debütierte er für die zweite Mannschaft der Mainzer in der 3. Liga beim 3:1-Sieg gegen Preußen Münster. Nach vier weiteren Spielen für Mainz II stieg er mit der Mannschaft am Saisonende in die Regionalliga ab.
Zur 3. Fußball-Liga 2018/19 kehrte Šverko auf Leihbasis zum Karlsruher SC zurück. Zu Beginn der Saison fiel er verletzt aus und verlor den Wettstreit um die Position des linken Verteidigers an Damian Roßbach. Seinen ersten von zwei Einsätzen für den KSC in der Liga hatte er am 36. Spieltag. Am Ende der Saison stieg er mit dem KSC in die Zweite Bundesliga auf. Seine Leihe wurde nicht verlängert, sodass er nach Mainz zurückkehrte und in der Hinrunde der Regionalligasaison 2019/20 weitere 15 Spiele absolvierte. Am 21. Januar 2020 wurde er bis Saisonende an den Drittligisten SG Sonnenhof Großaspach verliehen. Zur 3. Fußball-Liga 2020/21 wechselte Šverko zum Drittligisten und Aufsteiger 1. FC Saarbrücken. Er spielte in 24 Partien, erzielte ein Tor und erreichte mit der Mannschaft am Saisonende den fünften Platz.
Zur Saison 2021/22 wechselte er zum FC Groningen in die Eredivisie, die höchste Liga der Niederlande. Er unterschrieb einen Vertrag über drei Jahre mit der Option auf ein weiteres Jahr. Im Januar 2023 wurde er nach Italien zum Zweitligisten Venezia FC verliehen, zu dem er zur Spielzeit 2023/24 dann auch fest transferiert wurde.

### Nationalmannschaft
Mit seiner doppelten Staatsbürgerschaft ist Šverko für den deutschen und den kroatischen Verband spielberechtigt. Bislang kam er nur für kroatische Nachwuchs-Nationalmannschaften zum Einsatz. Mit der kroatischen U-17 spielte er als Rechtsverteidiger bei der U-17-WM 2015 in den Spielen gegen Chile und die USA in der Gruppenphase, kam bei dem Turnier, bei dem Kroatien im Viertelfinale an Mali scheiterte, aber zu keinem weiteren Einsatz. Er spielte außerdem für die kroatische U-18 und die U-19-Nationalmannschaft. Im Jahre 2018 spielte er einmal für die U-20-Nationalmannschaft, und von 2019 bis 2021 elfmal für die U-21. Dabei kam er in den drei Gruppenspielen bei der U-21-Europameisterschaft 2021 zum Einsatz; das Team schied im Viertelfinale aus.

## Erfolge
Karlsruher SC
- Aufstieg in die 2. Bundesliga: 2019